# Flughafen Ponta Delgada

i7
i11
i13
Der Flughafen Ponta Delgada (portugiesisch Aeroporto João Paulo II, Namensgeber Papst Johannes Paul II., IATA-Code: PDL, ICAO-Code: LPPD) liegt in der Nähe der Stadt Ponta Delgada auf der Hauptinsel São Miguel der zu Portugal gehörenden Azoren und wird durch ANA betrieben. Er ist der größte Flughafen der Azoren und erhielt 1995 ein neues Terminal. Die auf den Azoren beheimateten Fluggesellschaften SATA Air Açores und Azores Airlines haben ihren Hauptsitz hier und betreiben ab hier etliche Regionalrouten sowie Linien- und Charterflüge nach Nordamerika und Europa. Auch TUI Airlines Nederland bieten Flüge nach Ponta Delgada an. Nach Deutschland fliegen die Lufthansa nach Frankfurt und SATA International nach Frankfurt und München.

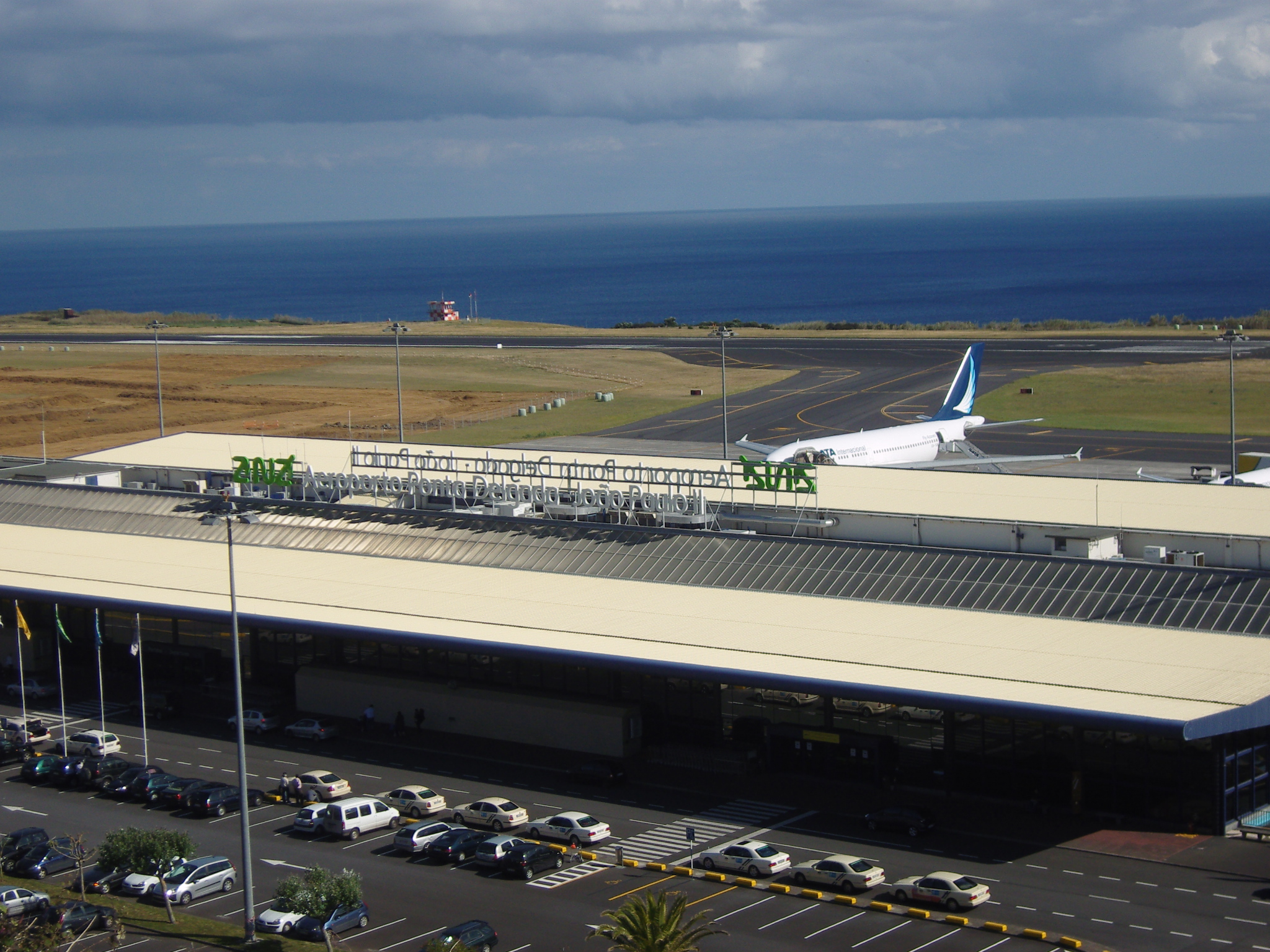
Aeroporto João Paulo II

## Zwischenfälle
- Am 22. Oktober 1995 verunglückte eine Transall C-160 der Luftwaffe. Das Flugzeug mit dem Kennzeichen 50+43 des Lufttransportgeschwaders 61 war auf dem Weg in die Vereinigten Staaten von Amerika. In Ponta Delgada war die Maschine zum Auftanken gelandet, bevor sie nach St. John’s (Neufundland, Kanada) weiterfliegen sollte. Nach einem missglückten Startabbruch aufgrund eines Triebwerksausfalls berührte sie einen Hochspannungsmast und stürzte ins Meer. Alle sieben Besatzungsmitglieder kamen ums Leben.[2][3]